# Frank Clark
Pour les articles homonymes, voir Frank Clark (homonymie) et Clark.
Frank Clark est un acteur et scénariste américain, né à Cincinnati (Ohio) le 22 décembre 1857 et mort à Woodland Hills (Californie) le 10 avril 1945.

## Filmographie partielle
- 1911 : Blackbeard
- 1911 : Old Billy
- 1911 : An Evil Power
- 1911 : A Sacrifice to Civilization
- 1911 : The Novice
- 1911 : The Blacksmith's Love
- 1911 : Range Pals
- 1911 : Stability vs. Nobility
- 1911 : The Regeneration of Apache Kid
- 1911 : It Happened in the West
- 1911 : Their Only Son
- 1911 : A Modern Rip
- 1911 : The Herders
- 1911 : The Still Alarm
- 1911 : Slick's Romance
- 1911 : How Algy Captured a Wild Man
- 1911 : The Coquette
- 1911 : On Separate Paths
- 1911 : A Spanish Wooing
- 1911 : The Night Herder
- 1911 : The Craven Heart
- 1911 : Little Injin
- 1911 : A Frontier Girl's Courage
- 1911 : Evangeline
- 1911 : Out-Generaled
- 1912 : A Waif of the Sea
- 1912 : His Wedding Eve
- 1912 : Her Educator
- 1912 : Monte Cristo
- 1912 : The Ace of Spades
- 1912 : The Lake of Dreams
- 1912 : Me an' Bill
- 1912 : His Masterpiece
- 1912 : The End of the Romance
- 1912 : The Old Stagecoach
- 1912 : A Child of the Wilderness
- 1912 : The Man from Dragon Land
- 1912 : In Exile
- 1912 : A Crucial Test
- 1912 : A Humble Hero de Frank Montgomery
- 1912 : The Lost Hat de Frank Montgomery
- 1912 : Land Sharks vs. Sea Dogs
- 1912 : The Substitute Model
- 1912 : Pansy
- 1912 : The Cowboy's Adopted Child
- 1912 : Mike's Brainstorm
- 1912 : An Assisted Elopement
- 1912 : The Box Car Baby
- 1912 : The Danites
- 1912 : Harbor Island de Lem B. Parker
- 1913 : Greater Wealth
- 1913 : The Story of Lavinia
- 1913 : The Dancer's Redemption
- 1913 : A Prisoner of Cabanas
- 1913 : Alas! Poor Yorick!
- 1913 : Dollar Down, Dollar a Week
- 1913 : Hiram Buys an Auto
- 1913 : An Old Actor
- 1913 : In the Long Ago
- 1913 : The Noisy Six
- 1913 : Wamba, a Child of the Jungle
- 1913 : Alone in the Jungle
- 1913 : When Lillian Was Little Red Riding Hood
- 1913 : Songs of Truce
- 1913 : A Revolutionary Romance
- 1913 : Phantoms
- 1913 : The Three Wise Men
- 1913 : A Little Hero
- 1913 : The Early Bird de Colin Campbell
- 1913 : Seeds of Silver
- 1913 : Budd Doble Comes Back (+ scénario)
- 1913 : Sally in Our Alley
- 1913 : Vengeance Is Mine
- 1913 : A Wild Ride
- 1913 : The Ne'er to Return Road
- 1913 : Hope
- 1913 : The Master of the Garden
- 1913 : Until the Sea...
- 1913 : A Dip in the Briney
- 1914 : The Lily of the Valley
- 1914 : On the Breast of the Tide
- 1914 : The Tragedy of Ambition
- 1914 : The Salvation of Nance O'Shaughnessy
- 1914 : The Spoilers, de Colin Campbell
- 1914 : The Cherry Pickers
- 1914 : Shotgun Jones de Colin Campbell
- 1914 : In Defiance of the Law
- 1914 : The Wilderness Mail
- 1914 : When the Cook Fell Ill
- 1914 : Etienne of the Glad Heart
- 1914 : Willie
- 1914 : The Speck on the Wall
- 1914 : Chip of the Flying U
- 1914 : When the West Was Young
- 1914 : The Losing Fight
- 1914 : The Squatters
- 1914 : The Going of the White Swan
- 1914 : The Story of the Blood Red Rose
- 1915 : The Vision of the Shepherd
- 1915 : The Carpet from Bagdad
- 1915 : The Runt
- 1915 : Sweet Alyssum
- 1915 : The Rosary
- 1915 : Just as I Am
- 1916 : The Ne'er Do Well
- 1916 : Twisted Trails
- 1916 : The Valiants of Virginia
- 1916 : Why Love Is Blind
- 1916 : The Garden of Allah
- 1917 : Beware of Strangers
- 1917 : Her Perilous Ride
- 1917 : The Victor of the Plot
- 1917 : The Love of Madge O'Mara
- 1917 : The Witness for the State
- 1917 : The Price of Silence
- 1918 : Daniel le conquérant (The City of Purple Dreams) de Colin Campbell
- 1918 : Western Blood
- 1919 : The Wilderness Trail
- 1920 : The Valley of Tomorrow d'Emmett J. Flynn
- 1921 : Le Détective improvisé (The Rookie's Return) de Jack Nelson
- 1922 : Une femme de tête (Two Kinds of Women) de Colin Campbell
- 1935 : Rustlers of Red Dog de Lew Landers